# Sóweczka ekwadorska
Sóweczka ekwadorska (Glaucidium nubicola) – gatunek małego ptaka z rodziny puszczykowatych (Strigidae), podrodziny sóweczek. Występuje w części Andów w Kolumbii i Ekwadorze. Narażony na wyginięcie.

## Taksonomia
Po raz pierwszy gatunek opisali Mark B. Robbins & F. Gary Stiles w 1999 na podstawie holotypu z obszaru leżącego około 4 km na południe od El Chical, Prowincja Carchi, Ekwador (koordynaty: 0°54′N 78°12′W/0,900000 -78,200000), 1725 m n.p.m. Odłowiony został 16 sierpnia 1988 przez Marka B. Robbinsa. Jest to okaz 181044 przechowywany w Academy of Natural Sciences of Drexel University w Filadelfii. Autorzy nadali nowemu gatunkowi nazwę Glaucidium nubicola. Jest ona obecnie (2020) podtrzymywana przez Międzynarodowy Komitet Ornitologiczny (IOC), który uznaje sóweczkę ekwadorską za gatunek monotypowy. Prawdopodobnie przedstawicieli gatunku długo przeoczano ze względu na zewnętrzne podobieństwo i podobny zasięg występowania do sóweczek andyjskich (G. jardinii). Różnią się jednak znacząco głosem, ponadto występują nieznaczne (jednak stałe) różnice w morfologii. Prawdopodobnie sóweczki ekwadorskie najbliżej spokrewnione są z dwuplamistymi (G. gnoma) i kostarykańskimi (G. costaricanum).

## Morfologia
Długość ciała wynosi około 16 cm; średnia masa ciała trzech samców: 76,1 g, masa jednej samicy: 79 g. Większość upierzenia jest ciemnobrązowa, u niektórych ptaków bardziej rdzawa. Kolor jest ciemniejszy na grzbiecie, barkówkach, pokrywach nadogonowych i kuprze. Miejscami występuje rdzawobrązowy nalot i białe plamy. Na lotkach I i II rzędu białe plamy tworzą niewyróżniający się pas. Sterówki czarniawe, występuje 5 niekompletnych białych pasków. Broda, boki gardła i górna część piersi białe. Boki piersi rdzawobrązowe. Na piersi występują mało widoczne białe plamki, w niższej części spodu ciała wyraźniejsze paski. Nogi i tęczówki żółte. Dziób zielonkawożółty. Długość skrzydła u 5 samców wyniosła 92,2 ± 2,5 mm (u jednej samicy 95,8 mm), długość ogona u 5 samców 47,2 mm ± 2,9 mm (u jednej samicy 49,8 mm). W porównaniu z sóweczkami dwuplamistymi (G. gnoma) i kostarykańskimi (G. costaricanum) ekwadorskie mają wyraźnie krótsze ogony i większą masę ciała.

## Zasięg występowania
Sóweczki ekwadorskie występują na zachodnich zboczach Kordyliery Zachodniej w Kolumbii (na południe od departamentu Risaralda) i w Ekwadorze (na południe po wulkan Cotopaxi; odnotowane także w prowincji El Oro). BirdLife International szacuje zasięg występowania na 66,5 tys. km².

## Ekologia i zachowanie
Środowiskiem życia sóweczek ekwadorskich są bardzo wilgotne pierwotne lasy mgliste. Występują na stromych zboczach, odnotowywane były od 1200 do 2200 m n.p.m. Występują wyżej niż sóweczki lilipucie (G. griseiceps) i niżej niż andyjskie (G. jardinii). Pożywieniem tych sów są bezkręgowce (głównie owady) i małe kręgowce (w tym jaszczurki i prawdopodobnie ptaki). Najprawdopodobniej sowy te znoszą pewne modyfikacje w swoim środowisku życia, jako że były obserwowane w lasach wtórnych i na obrzeżach lasów, ale nie mocną degradację środowiska.

### Lęgi
Prawdopodobnie okres lęgowy przypada głównie między lutym a czerwcem. Jednego osobnika młodocianego obserwowano w sierpniu. Gniazda znajdują się w dziuplach drzew, w tym starych dziuplach dzięciołów.

## Status
IUCN uznaje sóweczkę ekwadorską za gatunek narażony na wyginięcie (VU, Vulnerable) nieprzerwanie od 2000 (stan w 2025). Liczebność populacji wstępnie szacuje się na 1500–7000 dorosłych osobników, a jej trend uznawany jest za spadkowy. Zagrożeniem dla tych ptaków jest niszczenie środowiska ich życia celem uzyskania miejsc dla budowy dróg, kopalń i dla rozwoju rolnictwa (plantacje krasnodrzewów i pastwiska dla bydła). W Chocó wycinka przybrała na sile w połowie lat 70. XX wieku. W części zasięgu bardzo wysoka suma opadów czyni dany teren niedostępnym, przez co głównym zagrożeniem tam jest wycinka drzew na opał.